# Uładzimir Hulaj
Uładzimir Hulaj (biał. Уладзімір Гуляй; ur. 14 czerwca 1975 w Wołkowysku) – białoruski duchowny katolicki, biskup grodzieński od 2024.

## Życiorys
Święcenia kapłańskie otrzymał 26 czerwca 1999 i został inkardynowany do diecezji grodzieńskiej. Po krótkim stażu wikariuszowskim objął funkcję wykładowcy grodzieńskiego seminarium. Pełnił także funkcje m.in.: prefekta seminarium (2001–2003), proboszcza parafii w Lidzie (2003–2024) oraz wikariusza biskupiego ds. duszpasterskich dla rejonu lidzkiego (2006–2024).
5 kwietnia 2024 papież Franciszek mianował go biskupem koadiutorem diecezji grodzieńskiej. 25 maja 2024 otrzymał święcenia biskupie w bazylice katedralnej Świętego Franciszka Ksawerego w Grodnie. Udzielił mu ich arcybiskup Ante Jozić. Rządy w diecezji objął 30 września 2024 po przejściu na emeryturę poprzednika.